# Dorotea Sofia di Neuburg
Dorotea Sofia del Palatinato-Neuburg (Neuburg an der Donau, 5 luglio 1670 – Parma, 15 settembre 1748) nata contessa palatina di Neuburg, divenne principessa ereditaria di Parma e Piacenza in virtù del suo matrimonio con Odoardo Farnese. Dopo la morte di lui, si risposò con Francesco I Farnese e divenne duchessa di Parma e Piacenza.
Era la sesta figlia dell'elettore palatino del Reno Filippo Guglielmo e di Elisabetta Amalia d'Assia-Darmstadt.
Fu madre di Elisabetta Farnese, ultima della dinastia Farnese e regina di Spagna (in quanto moglie di Filippo V). Tre delle sue sorelle furono rispettivamente regina di Spagna, regina del Portogallo e imperatrice del Sacro Romano Impero.

## Biografia
Il matrimonio di Dorotea Sofia con Odoardo II fu combinato dal conte Fabio Perletti, un accorto funzionario farnesiano. Le testimonianze dell'epoca ci parlano di una donna fiera e ricca di qualità, battagliera e pronta a discutere con il cognato Antonio Farnese per questioni economiche successorie.
Il 3 aprile 1690 sposò Odoardo, erede del duca Ranuccio II Farnese, portando una ricchissima dote. Era la prima volta che la casa Farnese si imparentava con una principessa tedesca. Per l'occasione furono indetti festeggiamenti grandiosi, come mai se ne erano visti precedentemente.
Il carattere rigido e seriamente religioso di Dorotea Sofia la portò, in seguito, a trascurare le occasioni mondane, tranne nei periodi carnevaleschi.
Nel 1693, Odoardo morì e Dorotea Sofia rimase vedova. Tuttavia, l'anno seguente morì anche Ranuccio II e il ducato passò nelle mani del diciottenne Francesco che, per non perdere la dote, accettò di sposarla. Nel 1695 Francesco sposò dunque la venticinquenne Dorotea Sofia.
Molti anni dopo, nel 1714, la duchessa riuscì, con l'aiuto di Giulio Alberoni, a far sposare la figlia avuta dal primo marito, Elisabetta, con il re Filippo V di Spagna.
Dopo la morte di Francesco, Dorotea Sofia si ritirò a vita privata, ma il nuovo duca, Antonio Farnese, regnò solo per quattro anni, quindi, in virtù del trattato di Londra del 1718, che stabiliva il passaggio del trono ducale ai figli di Elisabetta, Dorotea Sofia fu reggente fino all'arrivo del nipote Carlo di Borbone.
La situazione era tesa e difficile per via delle richieste della Chiesa che voleva salvaguardare i suoi diritti, ma ella riuscì a tener testa a tutti, avanzando anche le antiche pretese su Castro.
Nel 1732 ricevette un pubblico giuramento di fedeltà dei sudditi e si ritirò nuovamente a vita privata. A partire dal 1736 vide altri sovrani alternarsi sul trono ducale, ma, nel 1748, con il trattato di Aquisgrana suo nipote Carlo ottenne il trono di Napoli e l'altro nipote, Filippo di Borbone il ducato parmense.
Morì a Parma il 15 settembre 1748 e i suoi resti mortali sono conservati nella cappella sepolcrale fatta costruire nei sotterranei della chiesa di Santa Maria della Steccata da Maria Luigia nel 1823.

## Discendenza
Dorotea Sofia ed Odoardo ebbero due figli:
- Alessandro Ignazio (6 dicembre 1691 - 5 agosto 1693);
- Elisabetta (25 ottobre 1692 - 11 luglio 1766), che, nel 1714, sposò Filippo V di Spagna.

## Ascendenza
|                                           |                           |                                   | Genitori                            |  |  | Nonni |  |  | Bisnonni                             |  |  | Trisnonni                           |  |
|                                           |                           |                                   |                                     |  |  |       |  |  | Filippo Luigi del Palatinato-Neuburg |  |  | Volfango del Palatinato-Zweibrücken |  |
|                                           |                           |                                   |                                     |  |  |       |  |  | Filippo Luigi del Palatinato-Neuburg |  |  | Volfango del Palatinato-Zweibrücken |  |
|                                           |                           | Anna d'Assia                      |                                     |  |  |       |  |  | Filippo Luigi del Palatinato-Neuburg |  |  |                                     |  |
| Volfango Guglielmo del Palatinato-Neuburg |                           |                                   |                                     |  |  |       |  |  | Filippo Luigi del Palatinato-Neuburg |  |  |                                     |  |
|                                           |                           | Anna di Jülich-Kleve-Berg         | Guglielmo di Jülich-Kleve-Berg      |  |  |       |  |  |                                      |  |  |                                     |  |
|                                           |                           | Anna di Jülich-Kleve-Berg         | Guglielmo di Jülich-Kleve-Berg      |  |  |       |  |  |                                      |  |  |                                     |  |
|                                           |                           | Anna di Jülich-Kleve-Berg         | Maria d'Austria                     |  |  |       |  |  |                                      |  |  |                                     |  |
| Filippo Guglielmo del Palatinato          |                           | Anna di Jülich-Kleve-Berg         |                                     |  |  |       |  |  |                                      |  |  |                                     |  |
|                                           |                           | Guglielmo V di Baviera            | Alberto V di Baviera                |  |  |       |  |  |                                      |  |  |                                     |  |
|                                           |                           | Guglielmo V di Baviera            | Alberto V di Baviera                |  |  |       |  |  |                                      |  |  |                                     |  |
|                                           |                           | Guglielmo V di Baviera            | Anna d'Austria                      |  |  |       |  |  |                                      |  |  |                                     |  |
| Maddalena di Baviera                      |                           | Guglielmo V di Baviera            |                                     |  |  |       |  |  |                                      |  |  |                                     |  |
|                                           |                           | Renata di Lorena                  | Francesco I di Lorena               |  |  |       |  |  |                                      |  |  |                                     |  |
|                                           |                           | Renata di Lorena                  | Francesco I di Lorena               |  |  |       |  |  |                                      |  |  |                                     |  |
|                                           |                           | Renata di Lorena                  | Cristina di Danimarca               |  |  |       |  |  |                                      |  |  |                                     |  |
| Dorotea Sofia di Neuburg                  |                           | Renata di Lorena                  |                                     |  |  |       |  |  |                                      |  |  |                                     |  |
|                                           | Luigi V d'Assia-Darmstadt | Giorgio I d'Assia-Darmstadt       |                                     |  |  |       |  |  |                                      |  |  |                                     |  |
|                                           | Luigi V d'Assia-Darmstadt | Giorgio I d'Assia-Darmstadt       |                                     |  |  |       |  |  |                                      |  |  |                                     |  |
|                                           | Luigi V d'Assia-Darmstadt | Maddalena di Lippe                |                                     |  |  |       |  |  |                                      |  |  |                                     |  |
| Giorgio II d'Assia-Darmstadt              | Luigi V d'Assia-Darmstadt |                                   |                                     |  |  |       |  |  |                                      |  |  |                                     |  |
|                                           |                           | Maddalena di Brandeburgo          | Giovanni Giorgio di Brandeburgo     |  |  |       |  |  |                                      |  |  |                                     |  |
|                                           |                           | Maddalena di Brandeburgo          | Giovanni Giorgio di Brandeburgo     |  |  |       |  |  |                                      |  |  |                                     |  |
|                                           |                           | Maddalena di Brandeburgo          | Elisabetta di Anhalt-Zerbst         |  |  |       |  |  |                                      |  |  |                                     |  |
| Elisabetta Amalia d'Assia-Darmstadt       |                           | Maddalena di Brandeburgo          |                                     |  |  |       |  |  |                                      |  |  |                                     |  |
|                                           |                           | Giovanni Giorgio I di Sassonia    | Cristiano I di Sassonia             |  |  |       |  |  |                                      |  |  |                                     |  |
|                                           |                           | Giovanni Giorgio I di Sassonia    | Cristiano I di Sassonia             |  |  |       |  |  |                                      |  |  |                                     |  |
|                                           |                           | Giovanni Giorgio I di Sassonia    | Sofia di Brandeburgo                |  |  |       |  |  |                                      |  |  |                                     |  |
| Sofia Eleonora di Sassonia                |                           | Giovanni Giorgio I di Sassonia    |                                     |  |  |       |  |  |                                      |  |  |                                     |  |
|                                           |                           | Maddalena Sibilla di Hohenzollern | Alberto Federico di Prussia         |  |  |       |  |  |                                      |  |  |                                     |  |
|                                           |                           | Maddalena Sibilla di Hohenzollern | Alberto Federico di Prussia         |  |  |       |  |  |                                      |  |  |                                     |  |
|                                           |                           | Maddalena Sibilla di Hohenzollern | Maria Eleonora di Jülich-Kleve-Berg |  |  |       |  |  |                                      |  |  |                                     |  |
|                                           |                           | Maddalena Sibilla di Hohenzollern |                                     |  |  |       |  |  |                                      |  |  |                                     |  |